# IG Druck und Papier
Industriegewerkschaft Druck und Papier (IG Druck und Papier; pol. Przemysłowy Związek Zawodowy Druk i Papier) – niemiecki związek zawodowy; nieistniejący. Należał do DGB i miał siedzibę w Stuttgarcie.
Organizacja powstała 29 listopada 1948 w Monachium, a pierwszy zarząd rozpoczął pracę 1 stycznia 1949.
IG Druck und Papier zrzeszał pracowników branży drukarskiej, poligrafii, introligatorstwa, obróbki papieru itp., a od roku 1951 dołączyła grupa dziennikarzy, występująca od roku 1960 pod nazwą "Deutsche Journalisten-Union".
W roku 1989 organizacja zjednoczyła się ze związkiem IG Kunst, Kultur und Medien, w wyniku czego powstał związek IG Medien, ten z kolei uczestniczył w fuzji pięciu związków w roku 2001, której rezultatem było powstanie związku ver.di.

## Przewodniczący IG Druck und Papier
- 1949–1951: Christian Fette
- 1951 - 1962: Heinrich Hansen
- 1962 - 1968: Heinrich Bruns
- 1968: Werner Schmidt
- 1968 - 1983: Leonhard Mahlein
- 1983 - 1989: Erwin Ferlemann